# تاهیت چانگ
تاهیت چانگ (انگلیسی: Tahith Chong) بازیکن فوتبال اهل هلند است که برای باشگاه بیرمنگام بازی می‌کند.
وی از سطح زیر ۱۵ تا زیر ۲۱ سال در تیم ملی هلند بازی کرده‌است.

## زندگی عادی
چونگ در ویلمستاد ،کوراسائو متولد شد که در آن زمان بخشی از آنتیل هلند بود. او از تباری آفریقایی و چینی است. وی بعداً به منظور پیگیری انتقال به یک باشگاه حرفه ای، به روتردام هلند نقل مکان کرد. پس از انجام انتقال به منچستر یونایتد، والدین چونگ نیز به انگلیس نقل مکان کردند.

## عملکرد باشگاهی

### دوره نوجوانی
چونگ در ۱۰ سالگی به رده‌های باشگاهی فاینورد پیوست و تا سن ۱۶ سالگی مورد توجه بسیاری از باشگاه‌های لیگ برتر قرار گرفت. در سپتامبر سال ۲۰۱۴، چونگ در مسابقات لیگ برتر منچستر در زمین تمرین کرینگتون شرکت کرد، جایی که توسط پیشکسوتان منچستر یونایتد مورد توجه قرار گرفت. در اوایل سال ۲۰۱۶، چونگ در آستانه پیوستن به چلسی قرار داشت.

### منچستر یونایتد

#### جوانان
در آوریل ۲۰۱۶، چونگ پس از عدم موفقیت فاینورد در «برنامه‌ریزی» برای او، به منچستریونایتد پیوست. این انتقال سه ماه بعد از دریافت ترخیص بین‌المللی انجام شد. در آغاز بازی با زیر ۱۸ سال‌ها، چونگ تنها گل باشگاهی خود از رقابت‌های جام حذفی جوانان ۲۰۱۶–۱۷ لیگ قهرمانان اروپا را به ثمر رساند و در در مرحله سوم مقابل ساوتهمپتون حذف شدند. ماه بعد، وی پس از تحمل آسیب دیدگی در لیگامان صلیبی، برای باقی مانده فصل مصدوم شد. با بازگشت ۱۰ ماه بعد برای تیم‌های زیر ۲۳ سال، چونگ در ماه می سال ۲۰۱۸ به عنوان بهترین بازیکن سال آکادمی منچستر یونایتد شناخته شد.

#### بزرگسالان
در ژوئیه ۲۰۱۸، چونگ برای تور پیش فصل خود در ایالات متحده به تیم اول دعوت شد. وی در بازی افتتاحیه خود به عنوان یک تعویض در نیمه دوم در تساوی ۱–۱ مقابل کلوپ آمریکا حضور پیدا کرد و پس از آن در تساوی بدون گل آنها مقابل سان خوزه ارث کوئیکز حضور پیدا کرد. چونگ در شکست‌های مقابل لیورپول و بایرن مونیخ نیز حضور داشت.
در ۲۳ اکتبر، او برای اولین بار در شکست ۱–۰ یونایتد به یوونتوس در لیگ قهرمانان اروپا به عنوان جایگزین بلااستفاده معرفی شد. پس از انتصاب اوله گونار سولشایر به عنوان سرمربی موقت، چونگ در یک پیروزی ۲–۰ مقابل نیوکاسل یونایتد به عنوان بازیکن تعویضی جایگزین شد. سه روز بعد او اولین مسابقه رقابتی خود را به عنوان جایگزین خوان ماتا در پیروزی ۲–۰ در جام حذفی مقابل ریدینگ انجام داد. چونگ اولین بازی در لیگ برتر خود را در ۲ مارس ۲۰۱۹ انجام داد و جانشین مارکوس راشفورد در زمان مصدومیت او در پیروزی ۳–۲ یونایتد مقابل ساوتهمپتون شد.
در تاریخ ۶ مارس، چونگ اولین بازی خود را در لیگ قهرمانان اروپا با نتیجه ۳ بر یک مقابل پاری سن ژرمن در دور برگشت یک شانزدهم نهایی انجام داد. در پایان فصل، چونگ جایزه بهترین بازیکن تیم ذخیره‌های منچستر یونایتد شد. با انجام این کار، او پس از انتخاب شدن به عنوان بهترین بازیکن آکادمی، اولین بازیکن بعد از جوزپه روسی شد که موفق به دریافت این دو جایزه شد. در ۹ مارس سال ۲۰۲۰، چونگ قرارداد جدیدی امضا کرد که وی را تا سال ۲۰۲۲ در این باشگاه نگه خواهد داشت، با این گزینه که می‌تواند یک سال دیگر تمدید کند.

## عملکرد بین‌المللی
چونگ نماینده تیم ملی هلند در مسابقات قهرمانی زیر ۱۷ سال اروپا بود و در پیروزی یک چهارم نهایی برابر سوئد تنها گل تیمش را در این بازی به ثمر رساند.

## افتخارات

### فردی
- بهترین بازیکن آکادمی منچستر یونایتد:۱۸–۲۰۱۷
- بهترین بازیکن ذخیره‌های منچستر یونایتد:۱۹–۲۰۱۸
- بهترین بازیکن ماه سطح دوم لیگ برتر انگلستان:دسامبر ۲۰۱۹